# 1332年
| 千纪： | 2千纪 |
| 世纪： | 13世纪 \| 14世纪 \| 15世纪                                                                                 |
| 年代： | 1300年代 \| 1310年代 \| 1320年代 \| 1330年代 \| 1340年代 \| 1350年代 \| 1360年代                           |
| 年份： | 1327年 \| 1328年 \| 1329年 \| 1330年 \| 1331年 \| 1332年 \| 1333年 \| 1334年 \| 1335年 \| 1336年 \| 1337年 |
| 纪年： | 壬申年（猴年）；元至顺三年；越南開祐四年；日本南朝元弘二年，北朝正慶元年                                   |

## 大事记
- 爱德华·巴里奥攻入蘇格蘭，自立為國王，復辟貝利奧爾王朝。
- 9月2日——元文宗圖帖睦爾去世。
- 10月23日——元明宗之子懿璘质班繼位，是為元寧宗。
- 12月14日——元寧宗懿璘质班去世，太后弘吉剌·卜答失里下令立侄子妥懽帖睦尔为皇帝，受到燕帖木儿反对，妥懽帖睦尔一直未能回大都即位。

## 逝世
- 2月13日——安德洛尼卡二世（1260年－1332年，72岁），拜占庭帝國皇帝。
- 9月2日——元文宗圖帖睦爾，是元朝第八位皇帝，蒙古帝國第十二位大汗。
- 12月14日——元寧宗懿璘质班。